# NHKニュースおはよう鹿児島
『NHKニュースおはよう鹿児島』（エヌエイチケイニュースおはようかごしま）は、NHK鹿児島放送局が『NHKニュースおはよう日本』内で平日7時台に放送していたローカルニュース番組。

## 概要
番組は鹿児島県関連のニュースを数本伝えた後、NHK鹿児島のお天気カメラの映像をバックに今日の動き、天気予報と続く。なお、6:55 - 7:00にも県内ニュースの枠があるが、そちらには本番組のロゴは表示されない。
2018年度から、全時間帯が『おはよう九州沖縄』で構成されたため、2018年3月30日をもって番組は終了した。

## ロゴ
ロゴをお天気カメラやキャスターの右下に表示。2005年ごろまでは独自ロゴで、それ以後は「NHKニュース おはよう」の箇所は東京発と同じもので「かごしま」は近い書体。ニューステロップも統一された。

## 放送時間の変遷

### 平日
- 7:30 - 7:35 （2006年度まで）
- 7:30 - 7:36 （2007年度）
- 7:45 - 7:51 （2008年度以降）

### 土曜日
- 7:30 - 7:35（2013年度まで）

## 担当アナウンサー
- シフト勤務

## 関連番組
- NHKニュース おはよう九州沖縄（平日 7:51 - 8:00）
- おはサタ!（土曜 7:30 - 8:00）

| NHK鹿児島 平日朝のニュース・情報番組枠 | NHK鹿児島 平日朝のニュース・情報番組枠     | NHK鹿児島 平日朝のニュース・情報番組枠 |
| 前番組                                 | 番組名                                     | 次番組                                 |
| -------------------------------------- | ------------------------------------------ | -------------------------------------- |
| モーニングワイド鹿児島                 | おはよう鹿児島 ↓ NHKニュースおはよう鹿児島 | （終了）                               |